# Musei italiani
I musei italiani sono musei che hanno sede in Italia. Si tratta di istituzioni pubbliche o private, statali e non statali aperte al pubblico. Una selezione dei musei italiani fanno parte del network ICOM Italia, comitato nazionale dell'International Council of Museums.

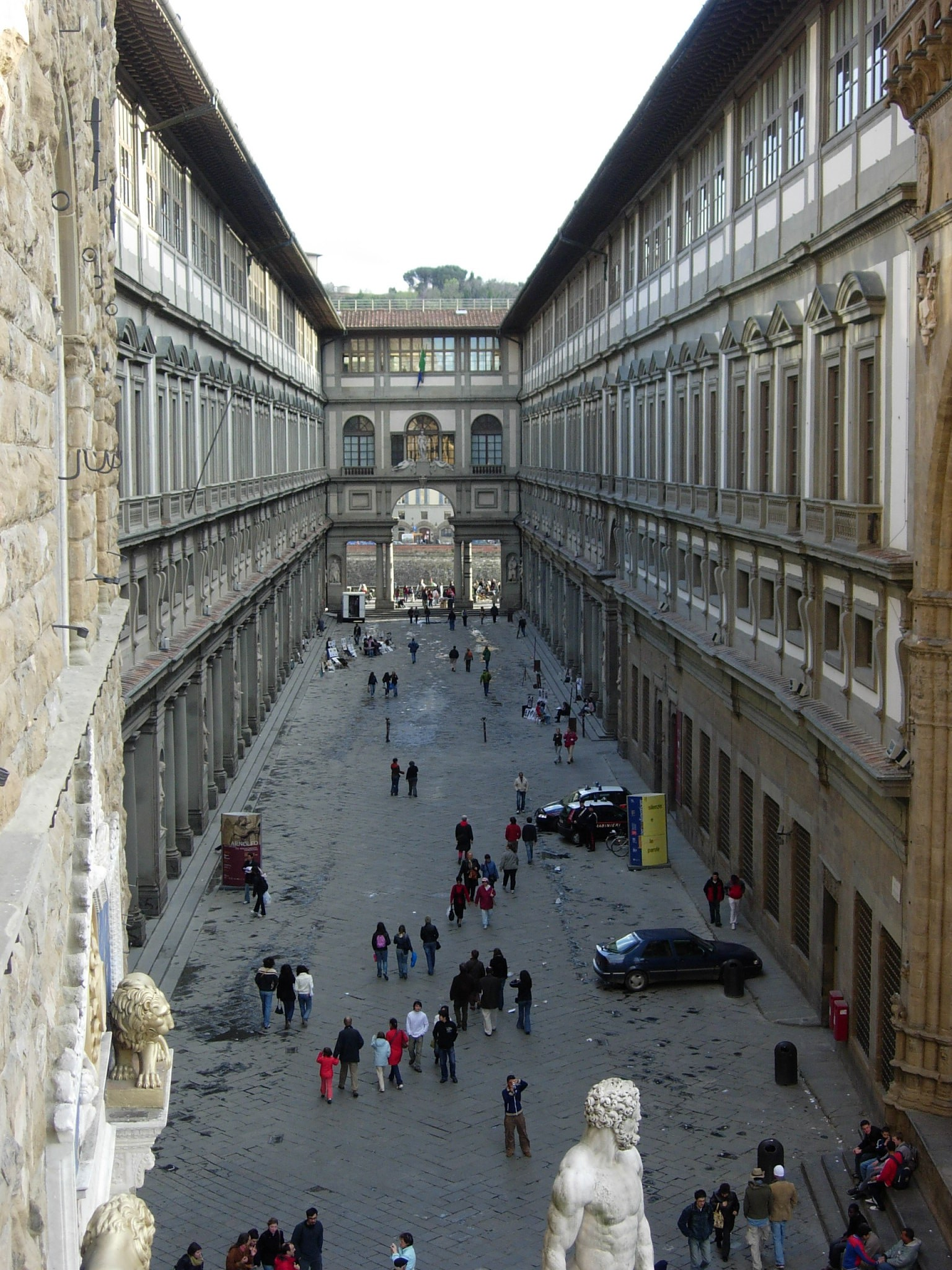
Galleria degli Uffizi

## Definizione di museo
Nel 2014, il Ministero dei beni e delle attività culturali e del turismo italiano adotta il Decreto ministeriale Organizzazione e funzionamento dei musei statali che introduce grandi novità nell'organizzazione del sistema museale, definendo la missione dei musei e nuove modalità di gestione, e un forte investimento sulla valorizzazione del patrimonio culturale italiano. In particolare il decreto riporta la definizione di museo di ICOM aggiungendone, alla fine, la frase “promuovendone la conoscenza presso il pubblico e la comunità scientifica”.
servizio della società e del suo sviluppo. È aperto al  pubblico  e
compie  ricerche  che  riguardano  le   testimonianze   materiali   e
immateriali dell'umanità e  del  suo  ambiente;  le  acquisisce,  le
conserva, le comunica e le espone a  fini  di  studio,  educazione  e
diletto,  promuovendone  la  conoscenza  presso  il  pubblico  e   la
comunità scientifica.»
Nel 2019 la definizione si arricchisce estendendosi a tutti i luoghi della cultura statali.
Nel Codice dei beni culturali e del paesaggio all'articolo 101 i musei sono compresi tra i luoghi della cultura e definiti nell'articolo 101 2. a.
In Italia l'indagine annuale ISTAT realizzata in collaborazione con il Ministero della Cultura, le regioni e le province autonome si focalizza su musei e istituzioni similari come gallerie, pinacoteche, aree e siti archeologici, monumenti e complessi monumentali e altre strutture espositive permanenti e aperte al pubblico, pubbliche e private, statali e non statali.

## Liste dei musei italiani per regione
Indice delle liste con i musei italiani suddivise per Regione.
- Musei dell'Abruzzo
- Musei della Basilicata
- Musei della Calabria
- Musei della Campania
- Musei dell'Emilia-Romagna
- Musei del Friuli-Venezia Giulia
- Musei del Lazio
- Musei della Liguria
- Musei della Lombardia
- Musei delle Marche
- Musei del Molise
- Musei del Piemonte
- Musei della Puglia
- Musei della Sardegna
- Musei della Sicilia
- Musei della Toscana
- Musei del Trentino-Alto Adige
- Musei dell'Umbria
- Musei della Valle d'Aosta
- Musei del Veneto

## Aspetti normativi
In Italia il riferimento normativo per i musei è costituito dal Decreto Legislativo 22 gennaio 2004, n. 42, in materia di Codice dei beni culturali e del paesaggio. In particolare l’art. 101, annovera il museo fra i «luoghi della cultura» e lo definisce come «struttura permanente che acquisisce, cataloga, conserva, ordina ed espone beni culturali per finalità di educazione e di studio». È da notare che, nello stesso articolo 101, comma 1 del Codice, fra i luoghi della cultura sono elencati, oltre ai musei, anche le aree e i parchi archeologici e i complessi monumentali, istituti che pure possono avere valenza museale.
Il Codice distingue i musei, come tutti i luoghi della cultura, a seconda della loro natura pubblica o privata. In particolare, nell’art. 101 del Codice si specifica che i musei, come tutti i luoghi della cultura, se appartengono a soggetti pubblici sono destinati alla pubblica fruizione ed espletano un servizio pubblico (comma 3), secondo le modalità stabilite dall’art. 102 del Codice; mentre, le strutture espositive e di consultazione nonché i luoghi della cultura che appartengono a soggetti privati e sono aperti al pubblico «espletano un servizio privato di utilità sociale» (articolo 101, comma 4). In entrambi i casi, la disciplina giuridica di fruizione è regolata dagli articoli successivi del Codice.
Nel 2015 viene emanato il decreto-legge 20 settembre 2015 n. 146 "recante misure urgenti per la  fruizione  del patrimonio storico e artistico della Nazione" in cui si inserisce la fruizione e la valorizzazione del patrimonio culturale nei livelli essenziali delle prestazioni pubbliche.
L’elevato numero e la differente natura giuridica dei musei italiani ha reso necessaria l'attivazione di un sistema unitario di riferimento per la fruizione, accessibilità e gestione sostenibile del patrimonio culturale. Nasce così, con il Decreto ministeriale 21 febbraio 2018, n. 113, il Sistema museale nazionale, con l’obiettivo di mettere in rete i musei e gli altri luoghi della cultura statali, di cui all’art. 101 del Codice, nonché gli altri musei di appartenenza pubblica, i musei privati e altri luoghi della cultura pubblici o privati che, su base volontaria e secondo le modalità stabilite dal decreto, chiedano di essere accreditati.
L'organizzazione dei musei è stata riformata nel 2014 con il Decreto ministeriale Organizzazione e funzionamento dei musei statali. Nel 2019 avviene un'altra riorganizzazione ministeriale.

## Organizzazione dei musei italiani
La Direzione generale Musei coordina le politiche di gestione, fruizione e comunicazione dei musei statali, per garantire lo sviluppo del sistema museale italiano e un’offerta culturale accessibile a tutti e di qualità. La direzione è strutturata in due uffici (Servizio I - Servizio amministrativo e vigilanza e Servizio II - Sistema museale nazionale) e ha i compiti di guidare e coordinare i musei statali italiani, valorizzare il patrimonio culturale statale, regolare e favorire l'accesso alle strutture, lavorare sul territorio, curare le iniziative culturali, monitorare la qualità e incoraggiare la partecipazione attiva.
I musei italiani sono spesso sostenuti da associazioni degli amici dei musei, enti federati all'interno della FIDAM Federazione Italiana delle Associazioni degli Amici dei Musei costituita a Firenze nel 1975.
Una selezione dei musei italiani fanno parte del network ICOM Italia, comitato nazionale dell'International Council of Museums. Vi è inoltre la APM Associazione nazionale piccoli musei fondata nel 2007.
| Direttori generali Musei del Ministero della Cultura | Direttori generali Musei del Ministero della Cultura | Direttori generali Musei del Ministero della Cultura |
| Nome                                                 | Titolo                                               | Periodo                                              |
| ---------------------------------------------------- | ---------------------------------------------------- | ---------------------------------------------------- |
| Massimo Osanna                                       | Direttore generale Musei                             | 2020 -                                               |
| Antonio Lampis                                       | Direttore generale Musei                             | 2017 - 2020                                          |
| Ugo Soragni                                          | Direttore generale Musei                             | 2014 - 2017                                          |

## Tipi di musei in Italia
I musei italiani possono essere distinti per ambito tematico, per tipologia e in base al tipo di gestione. Vi sono musei focalizzati su antropologia, arti visive, spettacolo, strumenti musicali, archeologia, dei prodotti enogastronomici, della scienza, dello sport, delle arti applicate e del design, della tecnica, di storia naturale, militari, naturalistici e storici. Inoltre vi sono musei di archeologia industriale, ecomusei, luoghi del FAI, fattorie didattiche, musei aziendali, musei dei bambini, musei multimediali, musei tattili, parchi tematici, siti geologici, siti UNESCO, monumenti, ville e palazzi, rocche e castelli, case museo, monumenti religiosi, siti archeologici, archivi e orti botanici In base all'ente gestore si possono inoltre distinguere i musei pubblici da quelli privati, i musei statali, musei e siti italiani gestiti dalla Direzione generale per le antichità, musei ecclesiastici come i musei diocesani, musei universitari, musei di origine bancaria.

### Musei statali o nazionali
I musei nazionali (chiamati anche istituti museali statali o musei statali) sono enti pubblici istituiti con apposita legge e gestiti dal Ministero della cultura attraverso la Direzione generale Musei e le Direzioni regionali Musei operanti sul territorio. Tra questi musei vi sono istituzioni dotati di autonomia speciale, ve ne sono alcuni  di rilevante interesse nazionale dotati di autonomia speciali vi sono una serie di musei che dipendono dalla Direzione generale Musei del Ministero della cultura e vi sono le direzioni regionali.

### Musei delle regioni a statuto speciale
I musei, gallerie ed aree archeologiche nelle tre regioni a statuto speciale di Sicilia, Trentino-Alto Adige e Valle d'Aosta sono gestiti autonomamente.

## Pubblico e introiti dei musei italiani

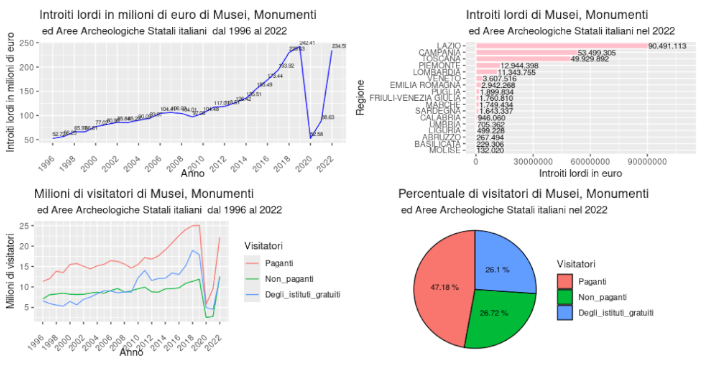
Fonte:[http://www.statistica.beniculturali.it/Visitatori_e_introiti_musei_22.htm Ministero della cultura

Il numero di visitatori e gli introiti dei musei sono al centro dell'attenzione nel monitoraggio e nella valutazione dei musei italiani e annualmente il Ministero della cultura redige un elenco dei 30 musei statali più visitati dell'Italia.
| Anno | Numero di musei | Numero di musei                        | Numero di visitatori | Numero di visitatori                   | Introito lordo | Introito lordo                         |
| Anno | Musei statali   | Monumenti e aree archeologiche statali | Musei statali        | Monumenti e aree archeologiche statali | Musei statali  | Monumenti e aree archeologiche statali |
| ---- | --------------- | -------------------------------------- | -------------------- | -------------------------------------- | -------------- | -------------------------------------- |
| 1996 | 166             | 167                                    | 9.804.738            | 15.225.017                             | 27.621.484,61  | 25.094.229,63                          |
| 1997 | 177             | 183                                    | 10.582.670           | 15.479.815                             | 29.431.475,98  | 26.816.719,78                          |
| 1998 | 179             | 185                                    | 11.066.416           | 16.662.953                             | 33.300.884,18  | 32.672.357,16                          |
| 1999 | 181             | 185                                    | 10.495.956           | 16.671.783                             | 32.108.057,50  | 32.834.402,64                          |
| 2000 | 186             | 194                                    | 10.873.054           | 16.856.112                             | 33.383.807,31  | 28.245.726,30                          |
| 2001 | 188             | 199                                    | 10.533.973           | 15.316.914                             | 33.129.435,46  | 28.530.293,55                          |
| 2002 | 192             | 200                                    | 10.523.677           | 14.981.811                             | 32.787.446,74  | 28.122.739,93                          |
| 2003 | 194             | 207                                    | 10.177.229           | 15.327.662                             | 31.272.552,10  | 28.718.994,13                          |
| 2004 | 192             | 211                                    | 10.574.340           | 16.429.625                             | 32.645.741,16  | 30.177.100,94                          |
| 2005 | 193             | 210                                    | 10.186.000           | 16.790.344                             | 31.835.863,54  | 30.682.882,83                          |
| 2006 | 196             | 206                                    | 10.946.510           | 16.816.135                             | 32.884.347,20  | 33.843.486,76                          |
| 2007 | 197             | 203                                    | 10.727.703           | 16.363.057                             | 31.384.733,94  | 34.237.406,84                          |
| 2008 | 199             | 202                                    | 10.073.950           | 15.763.686                             | 30.687.685,05  | 31.503.090,57                          |
| 2009 | 207             | 216                                    | 9.864.999            | 15.405.253                             | 29.741.222,25  | 28.104.018,94                          |
| 2010 | 208             | 216                                    | 10.180.961           | 19.376.368                             | 30.529.712,30  | 30.591.211,97                          |
| 2011 | 200             | 231                                    | 10.841.052           | 22.303.986                             | 32.123.868,20  | 37.958.605,53                          |
| 2012 | 202             | 231                                    | 10.052.627           | 19.077.006                             | 30.627.323,96  | 37.918.441,44                          |
| 2013 | 202             | 231                                    | 10.173.515           | 19.489.919                             | 32.610.703,07  | 39.376.649,23                          |
| 2014 | 202             | 235                                    | 11.074.036           | 20.012.328                             | 35.546.280,67  | 42.130.178,69                          |
| 2015 | 203             | 242                                    | 11.665.252           | 21.813.070                             | 45.824.406,61  | 47.077.596,93                          |
| 2016 | 203             | 250                                    | 12.600.616           | 22.618.930                             | 54.539.244,23  | 55.592.793,84                          |
| 2017 | 210             | 280                                    | 13.607.152           | 25.378.208                             | 64.214.691,77  | 60.298.011,72                          |
| 2018 | 213             | 275                                    | 14.012.670           | 29.632.778                             | 73.897.739,56  | 76.794.322,77                          |
| 2019 | 206             | 273                                    | 14.184.150           | 28.963.527                             | 80.558.741,21  | 78.937.396,19                          |
| 2020 | 211             | 262                                    | 4.421.976            | 7.566.334                              | 24.527.386,33  | 17.666.887,11                          |
| 2021 | 198             | 252                                    | 6.200.380            | 8.490.021                              | 40.382.785,98  | 27.933.400,03                          |

### Numero di musei, visitatori e introiti per regione
| Regione               | 2021          | 2020          | 2019          | 2018          |
| Regione               | Musei statali | Musei statali | Musei statali | Musei statali |
| --------------------- | ------------- | ------------- | ------------- | ------------- |
| Abruzzo               | 55.567        | 62.616        | 158.803       | 153.722       |
| Basilicata            | 141.570       | 111.412       | 377.561       | 262.195       |
| Calabria              | 210.167       | 140.996       | 429.248       | 498.232       |
| Campania              | 4.222.376     | 3.115.344     | 10.089.080    | 11.504.958    |
| Emilia-Romagna        | 473.178       | 328.034       | 1.151.487     | 1.107.107     |
| Friuli-Venezia Giulia | 631.169       | 491.808       | 1.179.555     | 1.164.113     |
| Lazio                 | 5.326.151     | 4.942.000     | 25.612.202    | 25.007.003    |
| Liguria               | 61.267        | 84.627        | 323.441       | 292.628       |
| Lombardia             | 754.459       | 544.666       | 2.006.888     | 1.920.267     |
| Marche                | 257.765       | 235.294       | 631.847       | 549.643       |
| Molise                | 57.592        | 57.702        | 86.216        | 83.246        |
| Piemonte              | 905.704       | 600.644       | 2.445.523     | 2.611.688     |
| Puglia                | 259.888       | 162.105       | 775.546       | 795.397       |
| Sardegna              | 242.133       | 156.306       | 506.467       | 503.731       |
| Toscana               | 2.654.162     | 1.920.070     | 7.728.576     | 7.561.957     |
| Umbria                | 107.311       | 125.383       | 318.524       | 307.102       |
| Veneto                | 438.141       | 257.436       | 1.024.793     | 990.783       |
| Totale visitatori     | 16.798.600    | 13.336.443    | 54.845.757    | 55.313.772    |

| Regione               | 2021 in €     | 2020 in €     | 2019 in €      | 2018 in €      |
| Regione               | Musei statali | Musei statali | Musei statali  | Musei statali  |
| --------------------- | ------------- | ------------- | -------------- | -------------- |
| Abruzzo               | 112.670,00    | 113.900,00    | 166.313,00     | 146.490,00     |
| Basilicata            | 160.133,00    | 130.156,25    | 268.357,75     | 219.145,25     |
| Calabria              | 615.850,00    | 298.441,38    | 830.624,00     | 920.820,00     |
| Campania              | 21.000.421,22 | 9.796.221,97  | 60.214.623,62  | 58.015.681,19  |
| Emilia-Romagna        | 1.988.934,02  | 854.123,72    | 3.190.301,86   | 2.859.961,60   |
| Friuli-Venezia Giulia | 947.056,50    | 499.699,10    | 1.596.536,50   | 1.725.868,50   |
| Lazio                 | 28.068.765,50 | 14.527.848,69 | 87.338.260,50  | 84.317.158,50  |
| Liguria               | 144.478,50    | 107.485,10    | 420.896,80     | 463.885,80     |
| Lombardia             | 5.098.833,20  | 2.659.346,36  | 10.447.982,70  | 9.503.485,45   |
| Marche                | 1.273.583,00  | 730.215,50    | 2.185.658,50   | 1.902.582,00   |
| Molise                | 110.734,00    | 103.941,00    | 94.393,00      | 92.029,00      |
| Piemonte              | 6.175.643,65  | 587.928,54    | 13.113.004,27  | 13.352.880,96  |
| Puglia                | 794.298,00    | 283.487,27    | 1.801.071,00   | 1.841.963,00   |
| Sardegna              | 966.153,50    | 181.631,50    | 1.551.457,50   | 1.569.103,50   |
| Toscana               | 19.325.643,70 | 10.198.266,98 | 55.180.157,70  | 48.969.049,00  |
| Umbria                | 262.533,21    | 287.936,25    | 701.186,25     | 668.290,32     |
| Veneto                | 1.586.471,12  | 821.524,48    | 3.309.806,34   | 3.062.704,87   |
| Totale introiti       | 88.632.202,13 | 42.182.154,09 | 242.410.631,29 | 229.631.098,94 |

Nei soli musei afferenti alla Direzione generale, sono custodite 5 milioni di opere e reperti, mentre ne sono esposti soltanto 480.000.

## Musei più visitati in Italia
Tra i musei nazionali più visitati in Italia vi sono gli Uffizi, il Colosseo, il parco archeologico di Pompei, la Galleria dell'Accademia di Firenze dove si trova il David di Michelangelo, il Museo Egizio di Torino, la Reggia di Caserta, Villa Adriana e Villa d'Este a Roma, il Museo Nazionale di Castel Sant'Angelo a Roma, la Galleria Borghese, il parco archeologico di Paestum, i Musei Reali di Torino, il Museo archeologico nazionale di Napoli, il Cenacolo Vinciano a Milano, la Venaria Reale, i Musei del Bargello di Firenze, il Museo archeologico di Venezia, il parco archeologico di Ercolano, la Pinacoteca di Brera, le gallerie dell'Accademia di Venezia, Palazzo Reale di Napoli, Palazzo Ducale di Mantova, le Grotte di Catullo e il Museo Archeologico di Sirmione, il Museo Nazionale del Palazzo di Venezia, il Museo storico del Castello di Miramare a Trieste, la Rocca Demaniale di Gradara, il Castel Sant'Elmo a Napoli, la Galleria Nazionale delle Marche, il Museo di Capodimonte di Napoli, il Castel del Monte ad Andria e il Castello Scaligero a Sirmione.
| Istituzione                                               | Regione               | 2021       | 2021                | 2020       | 2020                | 2019       | 2019                | 2018       | 2018                |
| Istituzione                                               | Regione               | Visitatori | Introiti lordi in € | Visitatori | Introiti lordi in € | Visitatori | Introiti lordi in € | Visitatori | Introiti lordi in € |
| --------------------------------------------------------- | --------------------- | ---------- | ------------------- | ---------- | ------------------- | ---------- | ------------------- | ---------- | ------------------- |
| Gallerie degli Uffizi                                     | Toscana               | 1.721.637  | 13.724.283,00       | 1.206.175  | 8.635.917,00        | 4.391.861  | 35.648.463,50       | 2.004.358  | 20.133.950,50       |
| Parco archeologico del Colosseo                           | Lazio                 | 1.689.269  | 16.822.074,50       | 1.085.695  | 8.848.740,00        | 7.617.649  | 57.566.279,00       | 7.650.519  | 53.829.955,50       |
| Parco archeologico di Pompei                              | Campania              | 1.043.214  | 11.498.579,76       | 603.422    | 6.209.716,28        | 3.935.791  | 41.047.098,26       | 3.646.585  | 39.639.574,05       |
| Galleria dell'Accademia di Firenze                        | Toscana               | 446.320    | 3.860.293,00        | 319.451    | 2.232.944,00        | 1.704.776  | 15.353.036,00       | 1.719.645  | 10.689.248,00       |
| Fondazione del Museo delle Antichità Egizie di Torino     | Piemonte              | 398.883    | 3.283.076,50        | 241.139    | 1.627.234,50        | 853.320    | 6.741.708,00        | 848.923    | 6.814.403,00        |
| Reggia di Caserta                                         | Campania              | 350.776    | 2.918.726,35        | 296.577    | 1.791.930,36        | 728.231    | 4.961.886,74        | 845.131    | 5.314.525,24        |
| Villa Adriana e Villa d'Este a Tivoli                     | Lazio                 | 282.383    | 2.301.641,00        | 219.428    | 1.525.899,00        | 721.574    | 4.905.035,00        | 485.555    | 2.893.986,00        |
| Museo Nazionale di Castel Sant'Angelo                     | Lazio                 | 239.678    | 1.938.390,00        | 219.844    | 1.989.042,00        | 1.207.091  | 10.205.510,50       | 1.113.373  | 11.645.296,50       |
| Galleria Borghese a Roma                                  | Lazio                 | 230.062    | 2.058.773,00        | 153.068    | 1.682.160,50        | 572.976    | 6.646.368,50        | 609.423    | 6.760.669,50        |
| Parco archeologico di Paestum e Velia                     | Campania              | 216.822    | 1.505.019,48        | 144.183    | 966.444,40          | 443.743    | 2.055.783,07        | 427.339    | 1.927.250,08        |
| Musei Reali a Torino                                      | Piemonte              | 201.341    | 1.213.176,00        | 141.943    | 578.664,00          | 493.689    | 1.826.061,00        | 481.152    | 1.528.187,00        |
| Museo Archeologico Nazionale di Napoli                    | Campania              | 195.327    | 1.412.709,84        | 129.197    | 608.793,72          | 670.594    | 3.934.068,38        | 616.878    | 3.414.472,43        |
| Cenacolo Vinciano a Milano                                | Lombardia             | 177.250    | 1.959.738,00        | 132.223    | 1.203.364,50        | 445.728    | 3.969.668,50        | 425.751    | 3.500.900,00        |
| Consorzio di Valorizzazione Culturale La Venaria reale    | Piemonte              | 172.909    | 1.470.271,15        | 121.198    | 1.413.853,75        | 837.093    | 4.239.905,27        | 958.903    | 4.660.704,46        |
| Musei del Bargello a Firenze                              | Toscana               | 172.303    | 833.001,70          | 135.158    | 481.080,90          | 644.569    | 2.246.506,70        |            |                     |
| Museo Archeologico di Venezia                             | Veneto                | 161.143    | 45.761,65           | 78.741     | 34.254,68           | 316.328    | 71.047,11           | 337.122    | 99.946,83           |
| Parco archeologico di Ercolano                            | Campania              | 155.154    | 1.397.994,60        | 100.424    | 710.933,15          | 558.962    | 4.309.944,35        | 534.328    | 3.645.858,00        |
| Pinacoteca di Brera a Milano                              | Lombardia             | 146.370    | 975.732,00          | 111.727    | 369.902,00          | 417.976    | 2.291.778,00        | 386.415    | 2.112.132,00        |
| Gallerie dell'Accademia di Venezia                        | Veneto                | 134.332    | 1.050.756,00        | 97.731     | 716.736,00          | 305.157    | 2.125.991,00        | 288.501    | 2.106.838,50        |
| Palazzo Reale di Napoli                                   | Campania              | 125.433    | 446.383,99          | 68.461     | 202.656,97          | 272.116    | 677.212,70          | 244.358    | 531.683,55          |
| Palazzo Ducale di Mantova                                 | Lombardia             | 122.202    | 976.790,20          | 78.732     | 607.717,10          | 346.462    | 2.043.086,20        | 323.678    | 1.642.639,45        |
| Grotte di Catullo e Museo Archeologico di Sirmione        | Lombardia             | 121.816    | 657.219,00          | 88.113     | 448.385,00          |            |                     | 268.320    | 1.038.056,00        |
| Museo Nazionale del Palazzo di Venezia                    | Lazio                 | 118.765    | 772.146,00          |            |                     |            |                     |            |                     |
| Museo storico del Castello di Miramare                    | Friuli-Venezia Giulia | 116.360    | 850.996,00          | 79.218     | 585.925,00          | 307.177    | 1.437.121,00        | 277.537    | 1.638.866,00        |
| Rocca Demaniale a Gradara                                 | Marche                | 106.752    | 620.648,00          | 80.544     | 429.456,00          |            |                     |            |                     |
| Castel Sant'Elmo a Napoli                                 | Campania              | 105.586    | 217.856,73          | 78.137     | 147.792,52          | 266.971    | 569.302,23          |            |                     |
| Galleria Nazionale delle Marche                           | Marche                | 105.454    | 578.539,00          | 106.001    | 553.169,50          | 272.521    | 1.164.483,00        |            |                     |
| Museo di Capodimonte a Napoli                             | Campania              | 105.307    | 575.411,66          | 76.229     | 314.136,60          | 252.770    | 726.460,18          |            |                     |
| Castel del Monte ad Andria                                | Puglia                | 105.156    | 489.860,00          |            |                     | 269.794    | 1.209.804,00        | 267.650    | 1.224.584,50        |
| Castello Scaligero a Sirmione                             | Lombardia             | 102.487    | 424.574,00          |            |                     | 308.459    | 1.021.049,00        | 307.132    | 1.070.721,00        |
| Museo nazionale Romano                                    | Lazio                 |            |                     | 75.972     | 334.774,00          | 331.009    | 1.581.695,00        | 349.264    | 1.738.603,00        |
| Parco archeologico di Ostia                               | Lazio                 |            |                     | 69.879     | 386.552,00          | 322.099    | 1.248.472,00        | 301.681    | 1.276.016,00        |
| Galleria Nazionale d'Arte Moderna e Contemporanea di Roma | Lazio                 |            |                     | 61.524     | 246.410,00          |            |                     |            |                     |
| Terme di Caracalla a Roma                                 | Lazio                 |            |                     |            |                     | 259.402    | 1.131.421,00        |            |                     |
| Giardino di Boboli a Firenze                              | Toscana               |            |                     |            |                     |            |                     | 953.106    | 5.036.227,50        |
| Palazzo Pitti a Firenze                                   | Toscana               |            |                     |            |                     |            |                     | 500.090    | 3.880.810,25        |
| Cappelle Medicee a Firenze                                | Toscana               |            |                     |            |                     |            |                     | 345.417    | 1.246.402,00        |

## Strategie digitali dei musei italiani
Le strategie digitali dei musei italiani sono stati oggetti di uno studio del 2019 promosso da ICOM Italia; lo studio è stato avviato nel 2015 coinvolgendo i musei statali con una convenzione con il Servizio II della Direzione Musei del Ministero della cultura.
Nel 2018 è stato redatto dal Ministero della cultura un Piano Triennale per la Digitalizzazione dei Musei per l'uso degli ambienti digitali. Nel 2022 viene avviato il Piano nazionale di digitalizzazione.

## Strumenti e indicatori per i musei italiani
Il monitoraggio e la valutazione dei musei italiani può avvenire attraverso una serie di strumenti e indicatori. Tra gli enti più attivi nel produrre e raccogliere dati vi sono ISTAT, Ministero della cultura, regioni, province autonome. Vi sono inoltre enti che si occupa di ricerche sui musei italiani quali la Fondazione Scuola dei beni e delle attività culturali, l'Associazione per l’Economia della Cultura, la Fondazione Fitzcarraldo.
La Fondazione Fitzcarraldo è responsible dell'attività istituzionale dell'Osservatorio Culturale del Piemonte e realizza ricerche e consulenze sul pubblico di musei, mostre e beni culturali, sul pubblico potenziale e sul non pubblico, sulla fruizione di spazi urbani e culturali, su sviluppo strategico e marketing; produce inoltre studi di valutazione sugli impatti e accompagnamento allo sviluppo.
Vi sono una serie di osservatori regionali che monitorano il settore culturale regionali quali Osservatorio Culturale della Lombardia (istituito nel 1993 dalla Regione Lombardia), Osservatorio Culturale del Piemonte.
| Titolo                                                                                           | Dati | A cura di | Periodicità              |
| ------------------------------------------------------------------------------------------------ | --- | --- | ------------------------ |
| Indagine sui musei e le istituzioni similari                                                     | Musei, monumenti e aree archeologiche, pubblici e privati. Rilevamento obbligatorio | ISTAT in collaborazione con Ministero della cultura, regioni e province autonome                                 | Annuale dal 2017         |
| Indagine multiscopo sulle famiglie: aspetti della vita quotidiana                                | Partecipazione culturale della popolazione | ISTAT | Annuale dal 1993         |
| Rilevazione sulle forze di lavoro – dati trasversali trimestrali                                 | Occupazione nei musei. Codice 91.02 per "attività museale" e codice 91.03 per "gestione di luoghi e monumenti storici e attrazioni simili" | ISTAT | Online dal 2014          |
| Rilevazione su visitatori e introiti di musei, monumenti e aree archeologiche statali            | Dati storici per tipologia di Istituto Museale (Musei, Monumenti e Aree Archeologiche, Circuiti Museali), dati per provincia e regione, dati per provincia, regione e per tipologia di Istituto Museale, dati mensili per tipologia di istituto museale, dati regionali per mese: Totale Visitatori, Totale Introiti Lordi (Euro), dati regionali - confronto con anno precedente, dati per singolo Istituto Museale, gli Istituti museali più visitati (Top 30) | Ministero della cultura                                                                                          | Annuale, online dal 1996 |
| Rilevazione su servizi aggiuntivi di musei, monumenti e aree archeologiche statali               | Servizi aggiuntivi attivi e relativi introiti | Ministero della cultura                                                                                          | Annuale dal 1998         |
| Finanzia locale: entrate e spese dei bilanci consuntivi (comuni, province e città metropolitane) | Bilanci consuntivi degli enti locali con spese in conto corrente e conto capitale. Tra le voci "Tutela e valorizzazione dei beni e delle attività culturali" a sua volta articolata in "Valorizzazione dei beni di interesse storico" e "Attività culturali e interventi diversi nel settore culturale" | Ministero dell'economia e delle finanze (attraverso la Banca Dati delle Amministrazioni Pubbliche - BDAP), ISTAT | 2019                     |
| Finanza locale: bilanci certificati dei comuni                                                   | Spesa pubblica dei comuni. Tra le voci si trova "Missione 5", relativa a "Tutela e valorizzazione dei beni e delle attività culturali", a sua volta scorporata in "Valorizzazione dei beni di interesse storico" e "Attività culturali e interventi diversi nel settore culturale" | Ministero dell'interno                                                                                           |                          |
| Finanza locale: Bilanci consuntivi delle Regioni e delle Province Autonome                       | Bilanci consuntivi con spese in conto corrente e conto capitale. | Ministero dell'economia e delle finanze (attraverso la Banca Dati delle Amministrazioni Pubbliche - BDAP), ISTAT |                          |
| Rendiconto generale dello Stato italiano                                                         | Spese dello Stato per la cultura | Ministero dell'economia e delle finanze                                                                          |                          |
| Osservatorio dello spettacolo (SIAE)                                                             | Mostre culturali (non quelle museali) | Società Italiana degli Autori ed Editori (SIAE)                                                                  |                          |